# مالكولم أوهانوي
مالكولم أوهانوي (1993) هو صحفي ألماني نيجيري وشخصية إعلامية ومضيف تلفزيوني ولد في ميونيخ.

## النشأة والتعليم
وُلِد مالكولم أوهانوي في ميونيخ بألمانيا لأم من أصل فلسطيني وأب نيجيري يعمل حلاقًا. بدأ مسيرته الصحفية بعد تخرجه من المدرسة الثانوية كمؤلف لشبكة التلفزيون الألمانية ProSieben، كما عمل محرراً لموقع Rap2Soul.de الألماني الذي يتناول موضوع الهيب هوب. درس أوهانوي الدراسات الإنجليزية ودراسات الشرق الأوسط ودراسات الرومانسية في جامعة لودفيج ماكسيميليان في ميونيخ، وبالتالي يتحدث ويعمل باللغات العربية والألمانية والإنجليزية والفرنسية والإيطالية والإسبانية.

## الحياة المهنية
كان أوهانوي يعرض على قناته على اليوتيوب MalcolmMusic مقابلات مع مجموعة متنوعة من فناني الآر اند بي والبوب والهيب هوب منذ عام 2013. وكثيراً ما كانت مقابلاته تحظى بتغطية إخبارية عالمية، حيث كان أسلوبه الجريء في إجراء المقابلات يتصدر عناوين الصحف في وسائل الإعلام الأمريكية والبريطانية بشكل أساسي، كمقابلاته مع تامار براكستون، كريستينا ميليان، ميشيل ويليامز، جوجو، إتش.إي.آر، نيفيا وبراندي.
كما عمل صحفياً ثقافياً وسياسياً واجتماعياً لشبكة الإذاعة البالفارية. فقد كان على الهواء كمراسل تلفزيوني بالإضافة إلى كونه أحد مقدمي البرنامج التلفزيوني "RESPEKT". بعد مشاركة أوهانوي رأيه في سياق حرب غزة على منصة تويتر في أكتوبر 2023، صرحت الإذاعة البالفارية و أريتو بأنهما لا ينويان مواصلة العمل مع أوهانوي.
بالإضافة إلى ذلك، عمل أوهانوي كمراسل أخبار تلفزيوني لبرنامج اللغة الإنجليزية في دويتشه فيله حيث أبلغ عن الأحداث الثقافية والسياسية في غرب إفريقيا من استوديو المراسلين في لاجوس. كما نشر أيضًا لمحطة الراديو WABE ومقرها أتلانتا.

## الجوائز
- 2019: جائزة الصحافة الموسيقية الدولية(أفضل عمل صحفي موسيقي، تحت سن الثلاثين)، لكتابه Wir sind zu viele: Warum deutscher Pop nicht mehr weiß bleibt[22]

## روابط خارجية
- Malcolm Ohanwe على موقع IMDb (الإنجليزية)
- Malcolm Ohanwe على موقع قاعدة بيانات الفيلم (الإنجليزية)